# Апцар, Ованнес
Ованнес Апцар (4 января 1884 года, Новая Джульфа, Иран — 9 июля 1967 года) — епископ Армянской католической церкви, епископ Исфахана с 24 августа 1954 года по 9 июля 1967 год.

## Биография
Родился 4 января 1884 года в Новой Джульфе, Иран. 3 ноября 1907 года был рукоположен в священника. 24 августа 1954 года был избран епископом Исфахана и в этот же день утверждён Святым Престолом. 21 ноября 1954 года состоялось рукоположение Ованнеса Апцара в епископа, которое совершил киликиский патриарх Григорий-Пётр Агаджанян в сослужении с архиепископом Алеппо Игнатием-Петром XVI Батаняном и архиепископом Багдада Нерсесом Тайрояном.
Участвовал в I и II сессиях Второго Ватиканского Собора.
Скончался 9 июля 1967 года.